# Стегна (село)
Стегна (пол. Stegna, нім. Steegen) — село в Польщі, у гміні Стегна Новодворського повіту Поморського воєводства. Центр гміни — у селі знаходиться гмінний муніципалітет.
Населення — 2337 осіб (2011).
Село розташоване на Віслинських Жулавах у районі Віслинської коси. Стеґна це рибальське село, морський курорт, а також місцевий транспортний вузол — перехрестя воєводських доріг номер 501 і 502.
У 1975-1998 роках село належало до Ельблонзького воєводства.

## Демографія
Демографічна структура станом на 31 березня 2011 року:
|          | Загалом | Допрацездатний вік | Працездатний вік | Постпрацездатний вік |
| -------- | ------- | ------------------ | ---------------- | -------------------- |
| Чоловіки | 1133    | 225                | 787              | 121                  |
| Жінки    | 1204    | 199                | 708              | 297                  |
| Разом    | 2337    | 424                | 1495             | 418                  |